# Apollo von Belvedere

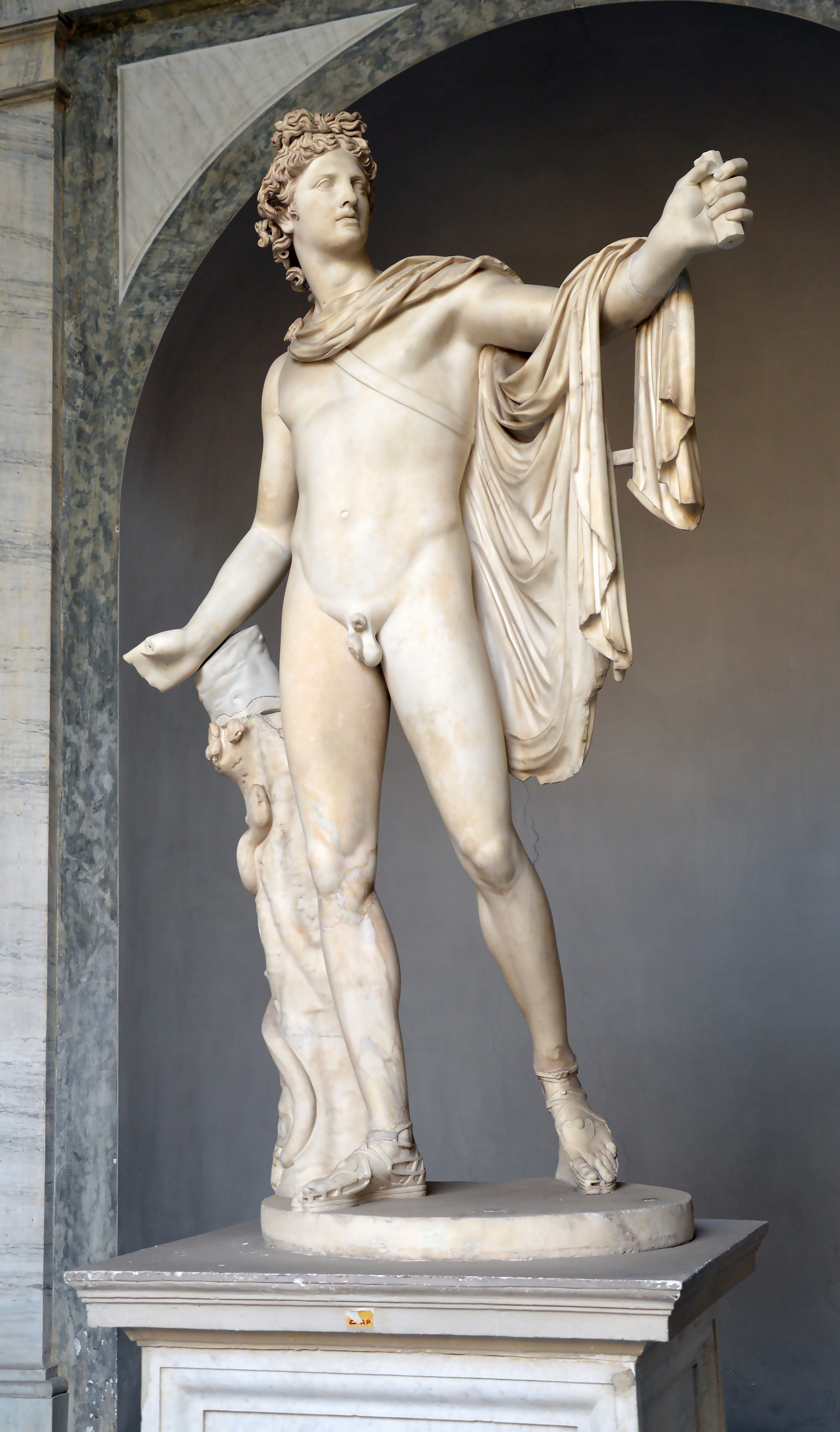
Apollo von Belvedere

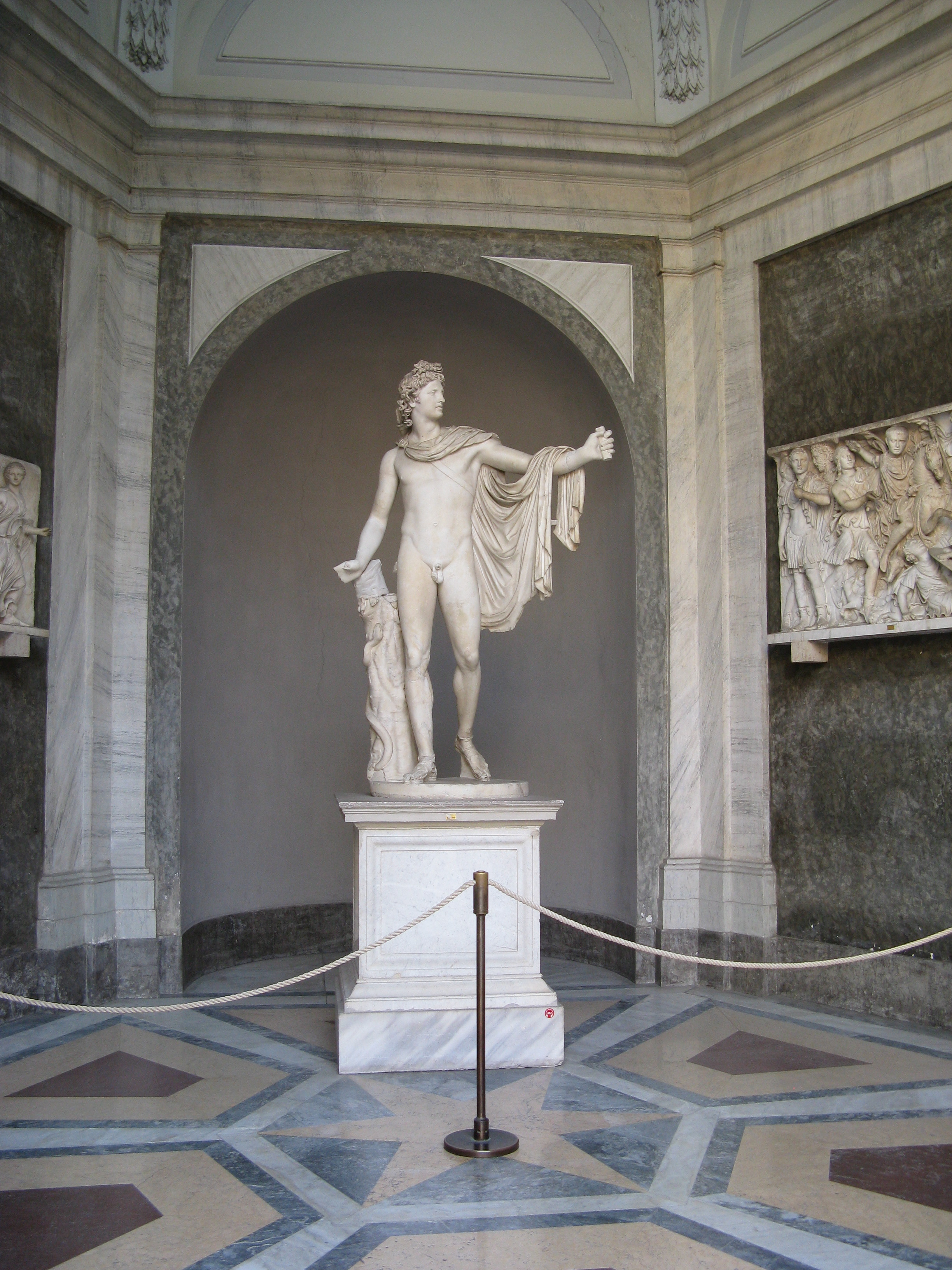
Der Apollo von Belvedere befindet sich im Statuenhof des vatikanischen Belvedere.

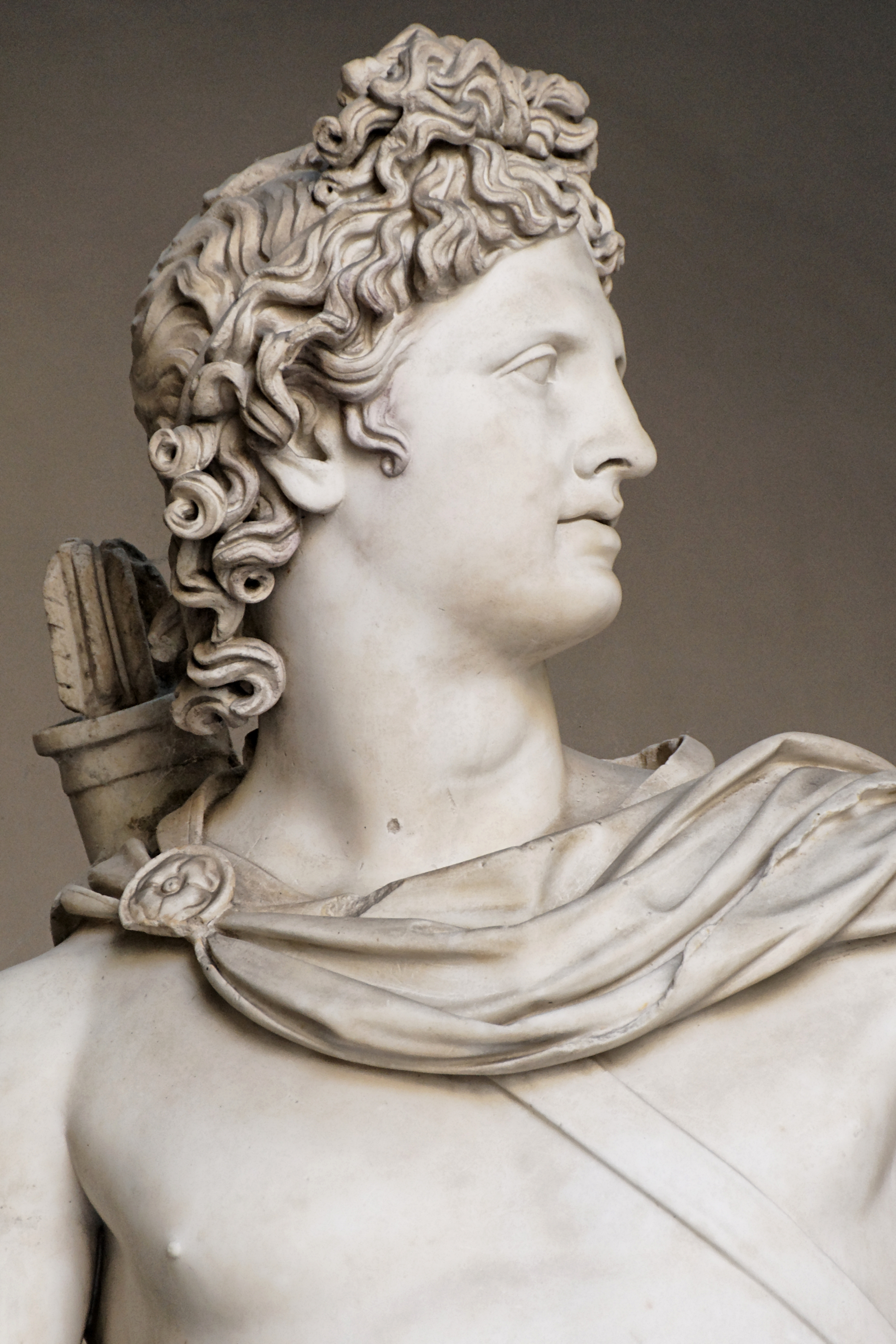
Detail

Der Apollo von Belvedere ist eine antike Marmorskulptur, die Ende des 15. Jahrhunderts wiederentdeckt wurde und seither als ein herausragendes Beispiel klassischer Bildhauerkunst gilt. Sie befindet sich im Statuenhof des vatikanischen Belvedere und ist Teil der Antikensammlung der Vatikanischen Museen.

## Beschreibung
Die Marmorstatue ist die römische Kopie eines griechischen Bronzewerkes, das zwischen 350 und 325 v. Chr. geschaffen wurde. Es wird meist dem spätklassischen Bildhauer Leochares zugewiesen. Der rechte Unterarm und die linke Hand fehlten bei der Auffindung, wurden bei der Aufstellung 1532 ergänzt, 1929 im Zuge eines wissenschaftlichen Purismus wieder entfernt, um schließlich 2008 als erkennbare Ergänzungen wieder angefügt zu werden. Von dem seit seiner Entdeckung hochberühmten Werk gibt es lediglich eine weitere römische Kopie des Kopfes, den sogenannten Steinhäuserschen Kopf im Antikenmuseum Basel. Die antike Wertschätzung erreichte also nicht den Rang anderer Statuen. Auch in der Neuzeit ließ der anfängliche Ruhm nach, nachdem Anton Raphael Mengs schon in den 1770er Jahren erkannt hatte, dass es sich nicht um ein griechisches Original, sondern um eine römische Kopie aus Carrara-Marmor handelte, und sich diese Erkenntnis durchsetzte.
Die Statue zeigt Apollo als Bogenschützen in der Bewegung. In der linken Hand hielt er den Bogen, in der rechten vermutlich einen aus dem Köcher gezogenen Pfeil. Bekleidet ist er nur mit einer Chlamys, die um seine Schultern und über den linken Ellbogen hängt. Der Blick ist in die Ferne gerichtet. Schräg hinter dem rechten Bein ist als Zutat des römischen Kopisten ein Baumstumpf als Statuenstütze mit der Statue verbunden. Die Notwendigkeit einer solchen Stütze ergab sich aus der Übertragung des Bronzeoriginals in Stein. Eine Schlange windet sich als Anspielung auf Apollos Sieg über den Python um den Baumstumpf.
Bekannt wurde das Werk, das den griechischen Gott Apollon zeigt, durch einen Stich von Marcantonio Raimondi aus den 1530er Jahren. Bereits zuvor hatte Pier Jacopo Alari Bonacolsi, genannt L'Antico, ein Wachsmodell der Statue angefertigt, um daraus in den Jahren 1497/1498 eine Bronzekopie zu gießen. Diese wurde Bestandteil der Sammlung der Gonzaga. 1504 begegnet eine Darstellung in praktisch identischer Pose in Albrecht Dürers Der Sündenfall, so dass offenbar auch Dürer selbst den Apollo in Rom in Augenschein nehmen konnte. Zu diesem Zeitpunkt dürfte der Apollo im Besitz von Giuliano della Rovere gewesen sein, dem späteren Papst Julius II., der das Werk 1511 in den offenen Innenhof des Belvedere, einer nördlich von St. Peter gelegenen, später mit der päpstlichen Palastanlage verbundenen Sommervilla auf dem Vatikan, verbringen ließ. Nach diesem Belvedere wurde die Statue benannt. Der Kopf der Statue diente Michelangelo als Vorbild für das Haupt des Weltenrichters Jesus Christus in der Sixtinischen Kapelle. Zum ersten Mal wurde hier das Bild Christi in einem offiziellen Auftrag eines Papstes in Rom vom üblichen Typus abweichend und ganz einer heidnischen Gottheit entsprechend dem Betrachter vor Augen geführt.

## Rezeption
Im 17., 18. und frühen 19. Jahrhundert galt der Apollo von Belvedere als die schönste erhaltene Einzelfigur der Antike. Gipsabgüsse der Statue gehörten zu den wichtigsten Studienobjekten im akademischen Kunstbetrieb. Dementsprechend hat ihr Standmotiv zahlreiche Werke der Skulptur und Malerei beeinflusst. Für Johann Joachim Winckelmann war der Apollo von Belvedere „das höchste Ideal der Kunst unter allen Werken des Altertums“. Winckelmanns Beschreibung des Werkes trug dazu bei, dass der Apollo von Belvedere besonders die Ästhetik des Klassizismus prägte. Ergriffen schrieb Goethe an Herder im Sommer 1771:

„Mein ganzes Ich ist erschüttert, das können Sie dencken, Mann, und es fibriert noch viel zu sehr, als daß meine Feder stet zeichnen könnte. Apollo von Belvedere, warum zeigst du dich in deiner Nackheit, daß wir uns der unsrigen schämen müssen?“

Goethe besaß eine Büste des Apollo von Belvedere und hatte auch den Kasseler Apollon besichtigt.
Friedrich Hebbel, der Italien mehrfach besucht hatte, widmete der Statue vom Belvedere 1845 ein Sonett.
Seit Ende des 19. Jahrhunderts – mit der Entdeckung von immer mehr archaischen griechischen Kunstwerken – galt die Kunst des 4. Jahrhunderts v. Chr. als manieriert und dekadent; die Wertschätzung für den Apollo von Belvedere schwand. Auch galt sie in ihrer weichen Muskulaturdarstellung als zu androgyn.